# Pierre Marandat d'Olliveau
Pierre Marandat d'Olliveau est un homme politique français né le 30 octobre 1742 à Nevers (Nièvre) et décédé le 1er juillet 1812 à Mars-sur-Allier (Nièvre).
Avocat, subdélégué de l'intendant de Moulins à Nevers, il est élu député du tiers état aux États généraux de 1789 pour le bailliage de Nivernais. Il vote avec la majorité réformatrice.